# Miao de Shuijingping
Le miao de Shuijingping est une langue hmong-mien parlée dans le Sud du Guizhou, en Chine, par des Hmongs.

## Situation géographique
Ce parler hmong est celui de Shuijingping, une localité située dans le Zongdi, dans la région de Shuikang. Celle-ci est rattachée au Xian autonome miao et buyei de Ziyun, dans le Sud du Guizhou.
Les locuteurs font partie de la nationalité miao de Chine.

## Classification interne
Le miao de shuijingping est classé par les linguistiques chinois dans la branche hmonguique de la famille des langues hmong-mien. Il fait partie d'un groupe appelé chuanqiandian. À l'intérieur de celui-ci il est rattaché au sous-groupe mashan, dont il constitue un des parlers centraux.

## Phonologie
Les tableaux présentent les phonèmes vocaliques et consonantiques du miao de Shuijingping.

### Voyelles
|         | Antérieure | Centrale | Postérieure |
| ------- | ---------- | -------- | ----------- |
| Fermée  | i [i]      |          | u [u]       |
| Moyenne | e [e]      | ə [ə]    | o [o]       |
| Ouverte | a [a]      |          | ɔ [ɔ] ɑ [ɑ] |

### Diphtongues et rimes
Le miao parlé à Shuijingping, n'a que quatre diphtongues, qui sont, [ei], [əu], [əɑ] et [uɑ].
Les autres rimes sont [ɑin], [ɑŋ], [əŋ] et [oŋ].

### Consonnes
|               |                 | Bilabiales | Alvéolaires | Alvéolaires | Rétrofl. | Alv.-pal. | Vélaires | Glottales |
| ------------- | --------------- | ---------- | ----------- | ----------- | -------- | --------- | -------- | --------- |
| Centrales     | Latérales       | Bilabiales |             |             | Rétrofl. | Alv.-pal. | Vélaires | Glottales |
| Occlusives    | Sourde          | p [p]      | t [t]       |             | ʈ [ʈ]    |           | k [k]    | ʔ [ʔ]     |
| Occlusives    | Palatalisées    | pj [pʲ]    |             |             |          |           |          |           |
| Occlusives    | Labio-vibrantes | pr [pr]    |             |             |          |           |          |           |
| Occlusives    | Labio-latérales | pl [pl]    |             |             |          |           |          |           |
| Occlusives    |                 | mp [m͡p]    | nt [n͡t]     |             | nʈ [n͡ʈ ] |           | ŋk [ŋ͡k]  |           |
| Occlusives    | Palatalisées    | mpj [m͡pʲ]  |             |             |          |           |          |           |
| Occlusives    | Prénasalisation | mpr [m͡pr]  |             |             |          |           |          |           |
| Occlusives    | mpl [m͡pl]       |            |             |             |          |           |          |           |
| Fricatives    | sourdes         |            | s [s]       |             | ʂ [ʂ]    |           |          | h [h]     |
| Fricatives    | Sonore          |            |             |             | ʐ [ʐ]    | ʑ [ʑ]     |          | ɦ [ɦ]     |
| Fricatives    | Labialisées     |            |             |             |          |           |          | hw [hʷ]   |
| Affriquées    | Sourdes         |            |             |             |          | tɕ [t͡ɕ]   |          |           |
| Affriquées    | Prénasal.       |            | nts [n͡t͡s]   |             |          | ntɕ [n͡t͡ɕ] |          |           |
| Liquides      |                 |            |             | l [l]       |          |           |          |           |
| Liquides      | Dévoisées       |            |             | l̥ [l̥]       |          |           |          |           |
| Nasales       | Sonores         | m [m]      | n [n]       |             | ɳ [ɳ]    | ȵ [ȵ]     | ŋ [ŋ]    |           |
| Nasales       | Palatalisées    | mj [mʲ]    |             |             |          |           |          |           |
| Nasales       | Vibrantes       | mr [mr]    |             |             |          |           |          |           |
| Semi-voyelles | Semi-voyelles   | w [w]      |             |             |          |           |          |           |

### Une langue tonale
Le miao de Shuijingping est une langue tonale qui possède onze tons. Les tons égaux sont 11, 22, 33, 44, 55. Deux tons sont montants, 24 et 13. Trois sont descendants, 42, 53 et 21. Enfin, un ton est montant-descendant et a la valeur 232.
Le shuijingping connaît le phénomène du sandhi tonal dans les mots composés. La seconde syllabe du mot composé est aussi parfois transformée phonologiquement. Quelques exemples de sandhi:
| Lexème        | Lexème       | mot composé | Traduction    |
| ------------- | ------------ | ----------- | ------------- |
| wɑ22 arbre    | mɑ42 érable  | wɑ22məɑ22   | érable        |
| poŋ42 grotte  | prɑ55 roche  | poŋ42prɑ44  | caverne       |
| mu22 négation | ȵɑŋ24 croire | mu22ȵɔŋ13   | ne pas croire |